# Bäverbär
Bäverbär (Rubus × castoreus) är en ört, som är en hybrid av stenbär och åkerbär. Det vetenskapliga namnet castoreus kommer av castor, som är latinska namnet för bäversläktet.